# David Castañeda
David Castañeda (Los Angeles, 24 de outubro de 1989) é um ator americano-mexicano. Ele é mais conhecido pelo personagem Diego Hargreeves na série da Netflix The Umbrella Academy. 
 

## Biografia
David nasceu em Los Angeles mas foi criado em Sinaloa, México. Ele retornou aos Estados Unidos para frequentar o ensino médio quando tinha 14 anos. Inicialmente estudou engenharia civil na faculdade com a intenção de assumir os negócios da família depois de terminar os estudos. No entanto, se interessou por direção de cinema e comutou para major em produção de cinema e negócios internacionais na California State University, Fullerton, onde frequentou desde 2007. David também começou a atuar e fazer testes para papéis. Ele estudou meio período enquanto perseguia a carreira de ator, eventualmente graduando-se em 2015.

## Carreira
Está envolvido com a atuação desde os 17 anos, mas só a colocou como prioridade após se oferecer para atuar em um filme durante seminário de um diretor na universidade. Ele desempenhou papéis menores em várias produções, incluindo End of Watch, Jane the Virgin e Freaks of Nature, e fez o personagem principal no curta-metragem Maddoggin, vencedor do prêmio do público no NBC Universal Short Cut Film Festival. Em 2014, apareceu como Jorge na terceira temporada de Switched at Birth. Em 2018, apareceu como Hector no filme de ação e crime Sicario: Day of the Soldado.
Em 2017, foi escalado para o seu primeiro papel principal na TV, o de Diego Hargreeves / Número 2 na série  The Umbrella Academy, que foi lançada na Netflix em fevereiro de 2019.
 

## Filmografia

### Filmes
| Ano  | Título                        | Papel          | Notas          |
| ---- | ----------------------------- | -------------- | -------------- |
| 2009 | Drive-By Chronicles: Sidewayz | Saul           |                |
| 2011 | Maddoggin                     | Pedro González | Curta-metragem |
| 2012 | End of Watch                  | Mexican Cowboy |                |
| 2015 | Freaks of Nature              | Tony Cerone    |                |
| 2015 | Human Behavior                | Mark           | Curta-metragem |
| 2016 | Love Sanchez                  | Rene           |                |
| 2017 | The Ascent                    | Louis Medina   |                |
| 2017 | Corrida                       | Jefe           | Curta-metragem |
| 2017 | Why?                          | He             | Curta-metragem |
| 2018 | Sicario: Day of the Soldado   | Hector         |                |
| 2018 | El Chicano                    | Shotgun        |                |
| 2019 | Standing Up, Falling Down     | Ruis           |                |
| 2019 | We Die Young                  | Rincon         |                |
| 2020 | The Tax Collector             | Vargas         |                |
| TBA  | The Guilty                    |                | Filmando       |

### Televisão
| Ano           | Título                      | Papel            | Notas            |
| ------------- | --------------------------- | ---------------- | ---------------- |
| 2009          | Lie to Me                   | Namorado         | 1 episódio       |
| 2009          | Southland                   | Criança          | 1 episódios      |
| 2012          | Southland                   | Carlos           | 1 episódio       |
| 2014          | Switched at Birth           | Jorge            | 7 episódios      |
| 2014–2015     | Jane the Virgin             | Nicholas         | 3 episódios      |
| 2015          | Bound and Babysitting       | Eddie            | Filme televisivo |
| 2015          | The Player                  | Listo Salvado    | 1 episódio       |
| 2016          | Blindspot                   | Carlos           | 1 episódio       |
| 2016          | Going Dark                  | Sam              |                  |
| 2017          | The Legend of Master Legend | Mandy Mandujano  | Piloto           |
| 2019–presente | The Umbrella Academy        | Diego Hargreeves | Elenco principal |